# Klaipėda
Klaipėda (česky někdy uváděno jako Klajpeda, německy Memel nebo Memelburg, polsky Kłajpeda) je jediný litevský námořní přístav v Baltském moři a nejstarší město na území dnešní Litvy, dnes třetí největší město. Žije v něm přibližně 158 tisíc obyvatel. Jako důležitý trajektový přístav spojuje Litvu se Švédskem, Dánskem a Německem. Nachází se u ústí řeky Danė do Kurského zálivu a jeho vyústění do Baltského moře. Kurský záliv považovali Němci ve 13. století (a i později) za ústí řeky Němen (litevsky „Nemunas“, v němčině „Memel“ – odtud německý název města).
Město je důležitým administrativním, politickým a kulturním centrem. Je centrem Klaipėdského kraje, v jehož rámci tvoří městský okres, jenž je obklopen okresem Klaipėda. (Správním centrem okresu Klaipėda je Gargždai, nikoliv Klaipėda). Ve městě se nacházejí ředitelství Národního parku Kurská kosa a Přímořského regionálního parku, sedmnácti poštovních úřadů (PSČ Ústřední pošty je LT-91001). Vzdálenost od hlavního města Litvy Vilniusu je 311 km na severozápad. Městem protéká řeka Danė a říčka Smeltalė.
Město se rozkládá na ploše 98 km². Je velmi protáhlé severojižním směrem: severní část na břehu Baltského moře, jižní část na břehu Kurského zálivu. Z celkové plochy města připadá 38 % na zastavěnou plochu a 14,08 % na vodní plochy. V Klaipėdě se nacházejí vlakové a autobusové nádraží, dva přívozy, námořní přístav, čtyři katolické kostely, dva evangelické a dva pravoslavné kostely, synagoga, deset muzeí, čtyři divadla a patnáct sportovních středisek. Klaipėdu charakterizují malebné rysy architektury podobné těm v Německu, Anglii a Dánsku.[zdroj⁠?!] Populární litevská letoviska lze najít poblíž Klaipėdy v Nerinze a Palanze.

## Dějiny

### Od vzniku do roku 1919

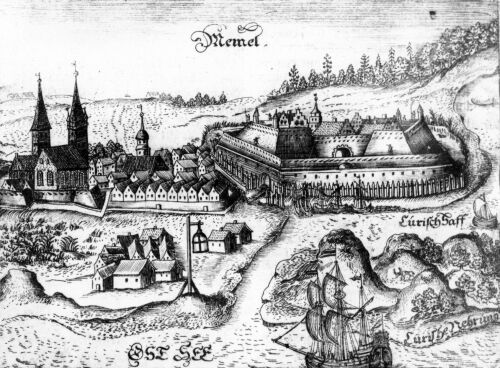
Klaipėda v osmdesátých letech 17. století

Území budoucího města osídlily ve 12. století baltské kmeny. Klaipėdský hrad a vzápětí také město pod názvem Castrum Memel bylo založeno v polovině 13. století Livonským řádem, který přišel do Pobaltí zabrat nová území a obrátit baltské kmeny na křesťanskou víru. Livonský řád byl větví Řádu německých rytířů. Ve smlouvě ze dne 29. července 1252 mezi Livonským řádem a kuronským biskupem Jindřichem stojí, že „tam, kde se stýkají Memel a Danė“, postaví řád hrad a město, do kterého měla být přenesena biskupova rezidence. Zděný hrad na začátku roku 1253 postavil „kmotr města“, vicemistr Livonského řádu Eberhardt von Seyn.
V roce 1254 obdržel Memel (Klaipėda) lübecká městská práva. Činností německých rytířů byla celá oblast záhy konvertována ke křesťanství. Jméno Klaipėda (v její latinizované podobě Caloypede) bylo poprvé zmíněno v dopise litevského velkoknížete Vitolda Velikého v roce 1413. Mírem u jezera Melno z roku 1422 byla utvrzena hranice mezi Pruskou provincií řádového státu a Velikým knížectvím litevským. Memel spolu s celou tzv. Malou Litvou byl začleněn do Pruska; Litvě zůstal jako přístup k moři jen úzký proužek pobřeží okolo Palangy. Tato hranice zůstala nezměněna po celé následující téměř půl tisíciletí, až do roku 1919.
Od roku 1474 bylo v Memelu zavedeno kulmské právo, tak jako v jiných pruských městech. Roku 1525 sekularizoval velmistr Řádu německých rytířů Albrecht Braniborsko-Ansbašský monastický pruský stát na dědičné vévodství. Tím začalo dlouhé období prosperity města i přístavu,[zdroj⁠?!] neboť pruský vévoda byl tehdy leníkem Polsko-litevské unie. Hraniční město Memel sloužilo jako přístav sousední Litvě a těžilo ze svého umístění blízko ústí řeky Němen. Období prosperity bylo ukončeno v letech 1629 a 1635, kdy Memel poničili a obsadili Švédové. Byl pak ještě několikrát obnovován. O 75 let později velká část obyvatel zahynula při morové epidemii.

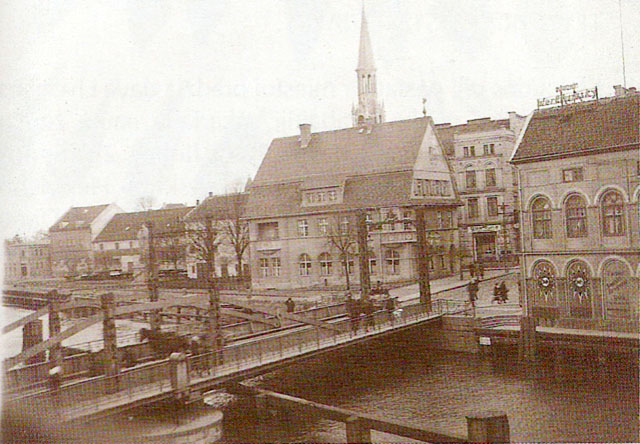
Most "Biržos tiltas" (Burzovní) kolem roku 1900

Po sjednocení Německa v roce 1871 se Memel stal nejseverovýchodněji položeným městem nově vzniklého Německého císařství, na což bylo upomínáno již v první sloce tehdejší německé hymny („...Von der Maas bis an die Memel...“).

### V rámci Litvy od roku 1919
V roce 1919 se město ocitlo pod okupační správou států Dohody. Po Versailleské smlouvě bylo východopruské území za Němenem až k Memelu odděleno od Německa a bylo spravováno francouzskými vojsky, přičemž se vítězné mocnosti dohadovaly, co s ním dál. Nakonec se prosadila myšlenka celou memelskou oblast přepustit samostatné Litvě, jež si nárokovala alespoň severní část historické Malé Litvy. Když 10.–15. ledna 1923 zaútočily litevské síly pod vedením plukovníka Budryse, aby podpořily místní zinscenované prolitevské povstání, francouzské jednotky se stáhly a město i s přilehlým územím až k řece Němenu bylo anektováno nově založenou Litevskou republikou, což nakonec uznaly jak Dohodové mocnosti, tak i později (1928) výmarské Německo. Litevský stát byl nucen Klaipedskou konvencí celému nově připojenému území 8. května 1924 poskytnout autonomii; samosprávný sněmík sídlil pak právě v Klaipėdě a byl podřízen vládou jmenovanému guvernérovi. Ziskem Memelu/Klaipėdy dostala Litva konečně plnohodnotný přístup k moři, významnou průmyslovou základnu a strategický tranzitní uzel, jímž proudilo až 80 % všeho litevského zahraničního obchodu.

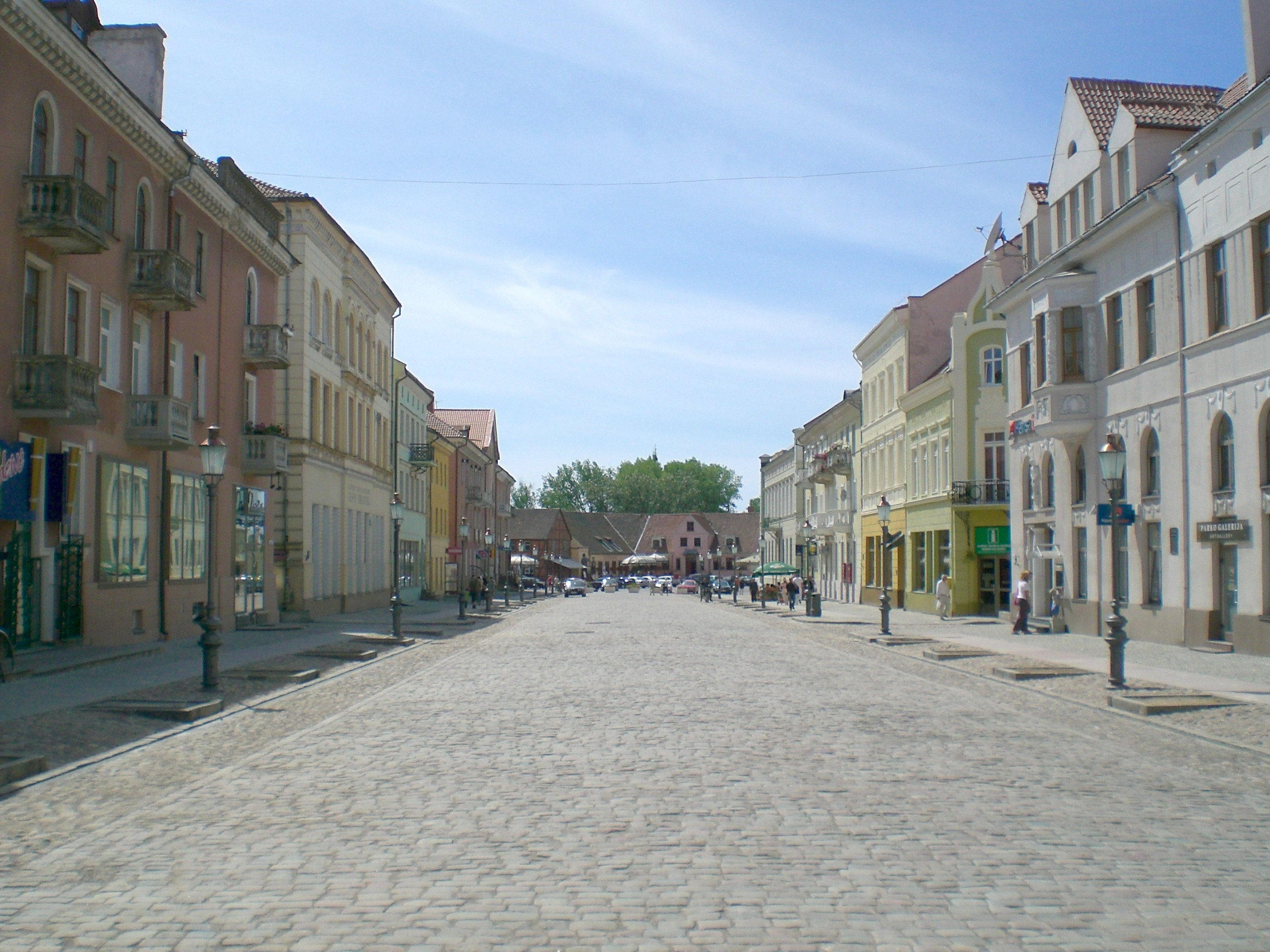
Centrum dnešní Klaipėdy

Místní baltští Němci se však s litevskou nadvládou nikdy nesmířili. Po vzniku Třetí říše Německo opět obnovilo své nároky na Memelsko, v čemž bylo podporováno tamější německou iredentou. Dne 22. března 1939 bylo Memelsko obsazeno Wehrmachtem, když Litva, opuštěná západními velmocemi (podobně jako předtím Československo) ustoupila tvrdému německému nátlaku a vzdala se tohoto území.
Během druhé světové války od konce roku 1944 do roku 1945 většina německých obyvatel uprchla před postupující frontou. V lednu 1945 bylo město obsazeno Rudou armádou a vráceno zpět Litvě, ze které se v rámci Sovětského svazu stala nesvéprávná Litevská sovětská socialistická republika.
V 50. letech navštívil Klaipėdu britský spisovatel James Herriot a ve svých knihách popsal poměrně podrobně situací v ní.
V roce 1991 zde byla založena univerzita (Klaipėdos universitetas).

## Obyvatelstvo
Historicky se složení obyvatelstva velmi měnilo. Na současné složení obyvatelstva měl rozhodující vliv zlom v lednu roku 1945, kdy vojáci Rudé armády, když obsadili 28. ledna Klaipėdu (v 8 hodin ráno, při −30 °C), ve městě našli jen 6 lidí: dvě 80-90leté stařenky Lietuvininky, dva válečné zajatce Bělorusy (mladí) a dvě polské architektky, přivezené sem na práci. V první následující registraci občanů města zanedlouho poté bylo zaregistrováno jen 28 občanů města. Kolem 40 000 Klaipėďanů se přestěhovalo do Německa ještě koncem roku 1944 a několik desítek civilistů ustoupilo spolu s německou armádou přes Kurskou kosu. Další, nesrovnatelně mírnější zlom nastal v desetiletí po roce 1990, tedy po vyhlášení obnovení nezávislosti Litevské republiky. Tehdy po změně politického klimatu z vlastního rozhodnutí z Klaipėdy odešlo do Ruska mnoho pracovníků administrativy nebo jiných specialistů, většinou rusky mluvících, a jejich rodin.
Po válce do roku 1953 bylo město znovu od základu zabydlováno. Většina dosídlenců byli Rusové a lidé původem z republik tehdejšího SSSR, kteří byli náborem vysláni pracovat v podnicích obnovovaného i nově tvořeného průmyslu. Do konce sedmdesátých let dvacátého století většinu obyvatelstva Klaipėdy tvořili rusky mluvící lidé, od začátku osmdesátých let začali postupně převažovat Litevci, kteří se hojněji začali do Klaipėdy stěhovat.
| 28. leden 1945 | 1945  | 1950   | 1959   | 1970    | 1979    | 1989    | 1992    | 1999    | 2001    | 2007    |
| -------------- | ----- | ------ | ------ | ------- | ------- | ------- | ------- | ------- | ------- | ------- |
| 6              | 3 600 | 48 500 | 89 500 | 140 342 | 176 648 | 202 929 | 207 100 | 203 300 | 192 954 | 185 936 |

Podle údajů z roku 2007 měla Klaipėda 185 936 obyvatel, z nich ve věku:
- 0–14 let 14,0 %
- 15–59 let 67,1 %,
- 60 a více let 18,9 %.

Podle pohlaví to bylo 85 493 mužů a 100 443 žen.
Podle národnosti (údaje z roku 2003):
- Litevci 63 %
- Rusové 28,2 %
- Poláci 4,8 %
- Bělorusové 0,5 %
- Jiní 3,5 %

## Městské čtvrti
Klaipėdské městské orgány potvrdily toto schéma rozvržení 60 čtvrtí města:
| - Alksnynė - Antroji Melnragė - Bachmano dvaras - Baltija - Baltikalnė - Bandužiai - Birutė - Bomelio Vitė - Danė - Debrecenas | - Didžioji Vitė - Dubysa - Giruliai - Joniškė - Jūrininkai - Kalotė - Kaunas - Kretinga - Labrenciškė - Laistų sodyba | - Laukininkai - Liepoja - Lietuvninkai - Luizė - Lypkių sodyba - Mažasis Kaimelis - Mažoji Vitė - Medelynas - Miškas - Miško dvaras | - Naujamiestis - Nemunas - Neringa - Pakrantės sodai - Paupiai - Pempininkai - Pirmoji Melnragė - Plytinė - Poilsio mikrorajonas - Pušynas | - Rimkai - Rotušė - Rumpiškė - Šarlotė - Šauliai - Senamiestis - Sendvaris - Šilutė - Smeltė - Smiltynė | - Švepelių sodyba - Tauralaukis - Universitetas - Uostas - Varpai - Vėtrungė - Vingio mikrorajonas - Žardės piliakalnis - Žardininkai - Žvejybos uostas (Rybářský přístav) |

### Staré město

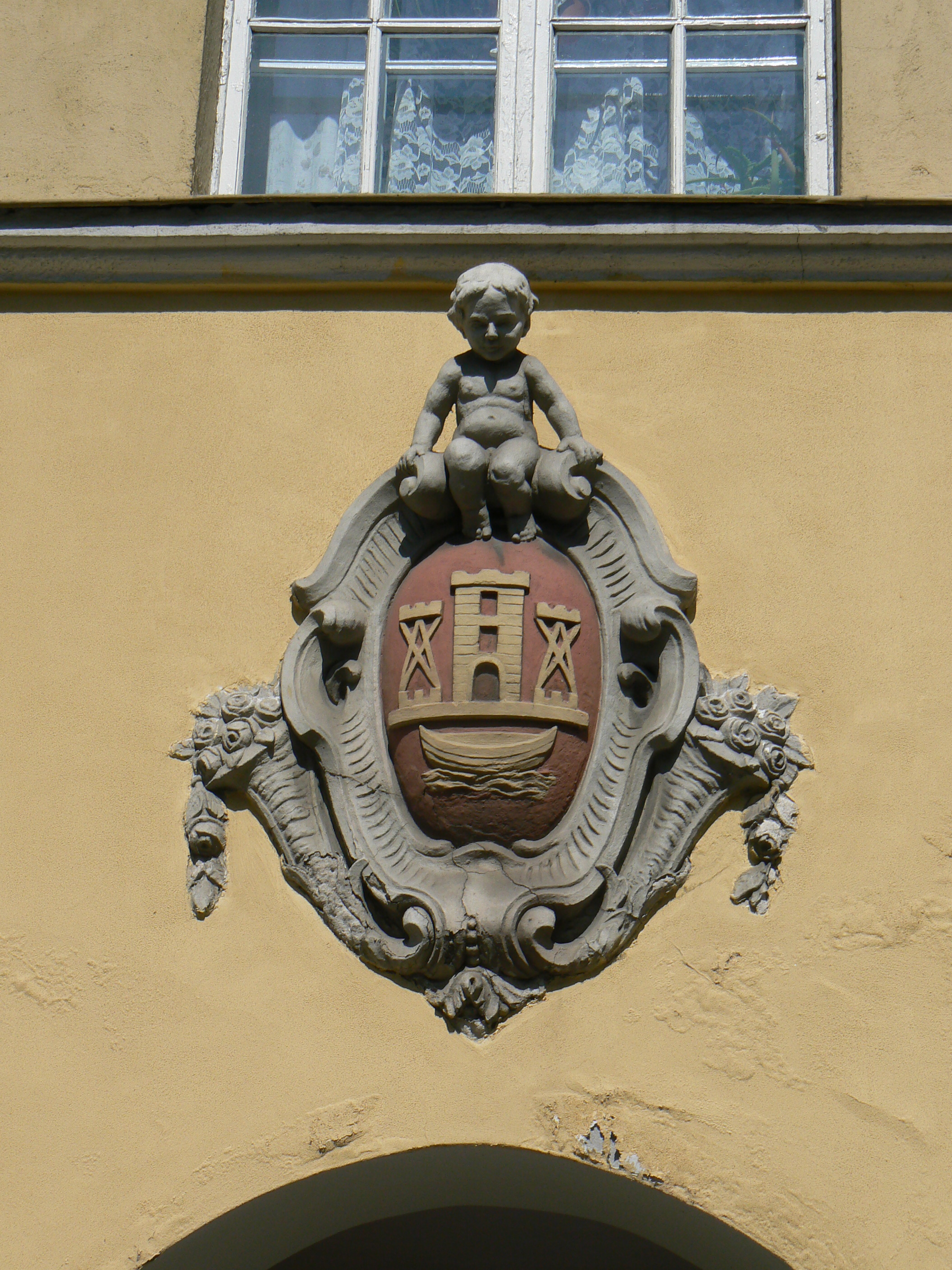
Městský znak na fasádě domu Tiltų 1; symbol Klaipėdy (a též deníku "Klaipėda")

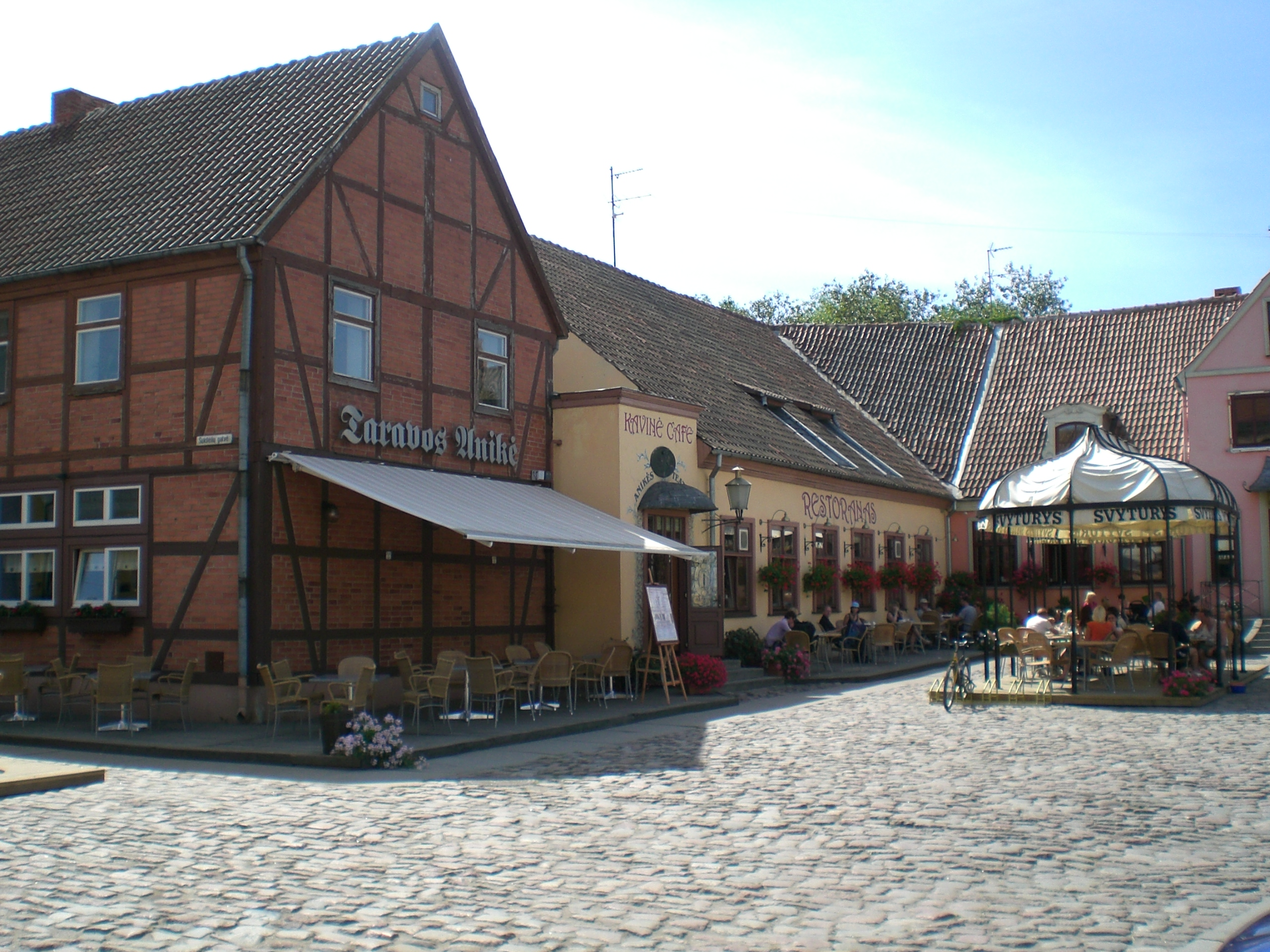
Náměstí Teatro (Městského divadla) s hrázděným domem

Staré město (lit. Senamiestis) je na levém břehu (u jejího ústí) řeky Danė. Nejdůležitější ulice jsou „Tiltų“ (nověji pod názvem „Tilto“ – Mostní, je to tepna městské dopravy; jde od mostu „Biržos“ ke starému trhu), „Turgaus“ a dopravní tepna „Pilies“ (Hradu) gatvė. Ve Starém městě je několik hrázděných domů. Je zde Městské divadlo, dvě lékárny: (Juodojo erelio, „Černého orla“ založena roku 1683 a Žalioji vaistinė „Zelená lékárna“ založena roku 1677, obě podle privilegia braniborského markraběte Fridricha Viléma, obě v ulici Tilto), několik muzeí (jedno z nich je v podzemí Klaipėdského hradu, ze kterého se víc nedochovalo) a galerií, dům v ulici Tilto – naproti Zelené lékárně, na jehož fasádě je krásný reliéf městského znaku.

### Fridrichova čtvrť
Byla k městu připojena roku 1722. Nyní je součástí Starého města. Tato část byla v době připojení na levém břehu řeky Danė, zatímco původní Staré město na pravé straně jejího tehdejšího řečiště (na jehož místě je nyní ulice Didžioji vandens). Zajímavosti: Barottiho galerie, kovářské museum apod.

### Čtvrť Vitės
Byla k městu připojena roku 1856.

## Muzea
- Muzeum moře s delfináriem
  - Expozice přírodnin Národního parku Kurská kosa
- Muzeum dějin Malé Litvy
- Muzeum hodin
- Kovářské muzeum
- Muzeum Klaipėdského hradu
- Galerie Pėda (spadá pod Litevské muzeum umění)

## Galerie, výstavy
- Obrazová galerie Prana Domšaitise
- Palác výstavy umění
- Galerie fotografie
- Galerie Klaipėdy
- Barottiho galerie
- Galerie Parku
- Salon umění Paletė

## Sport
- FK Atlantas fotbalový klub
- KK Neptūnas basketbalový klub
- BA-Klaipeda lední hokej klub

## Park soch

### Galerie

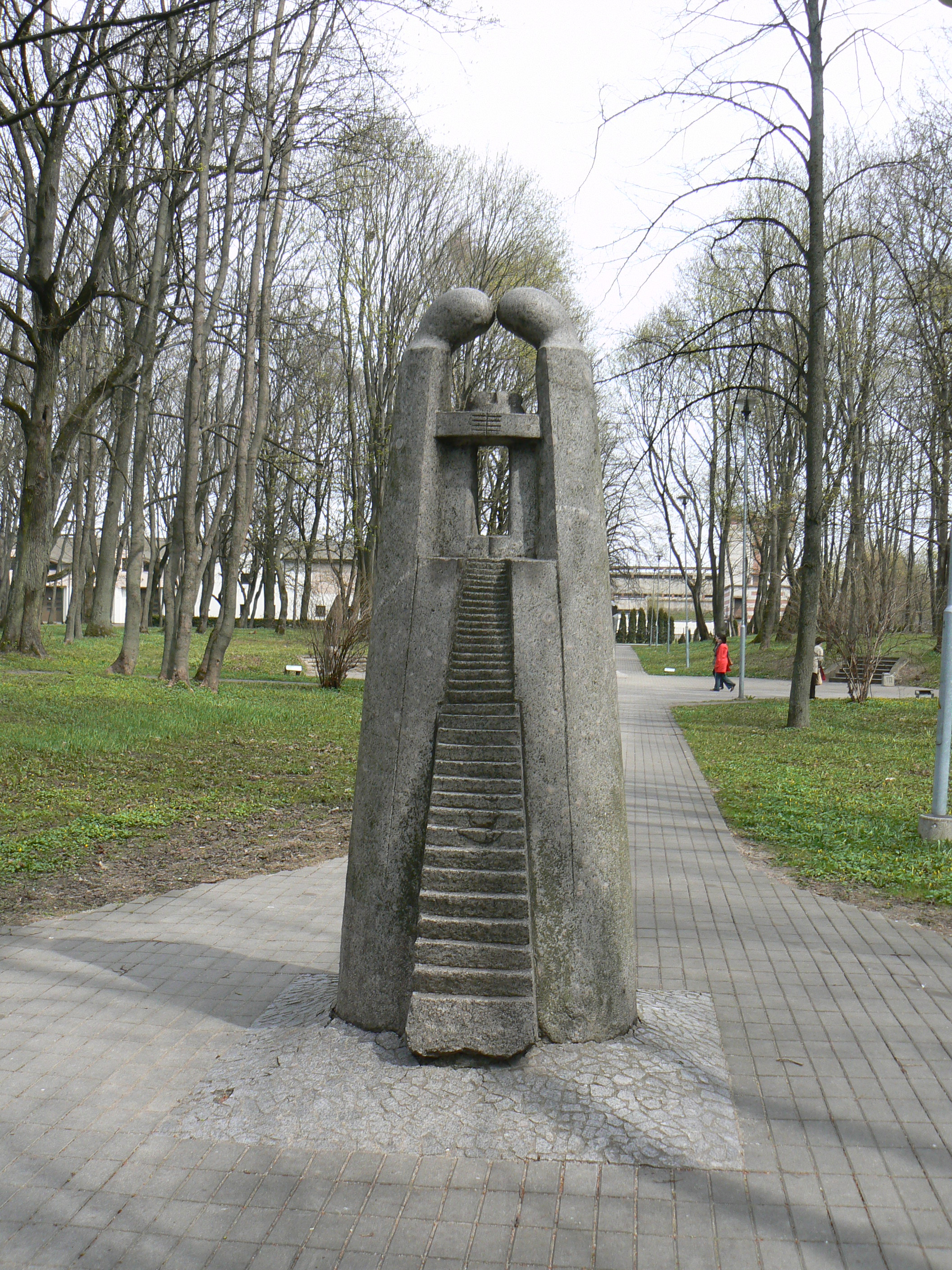
Socha Tvanas inspirovaná obrazem Tvanas M.K.Čiurlionise
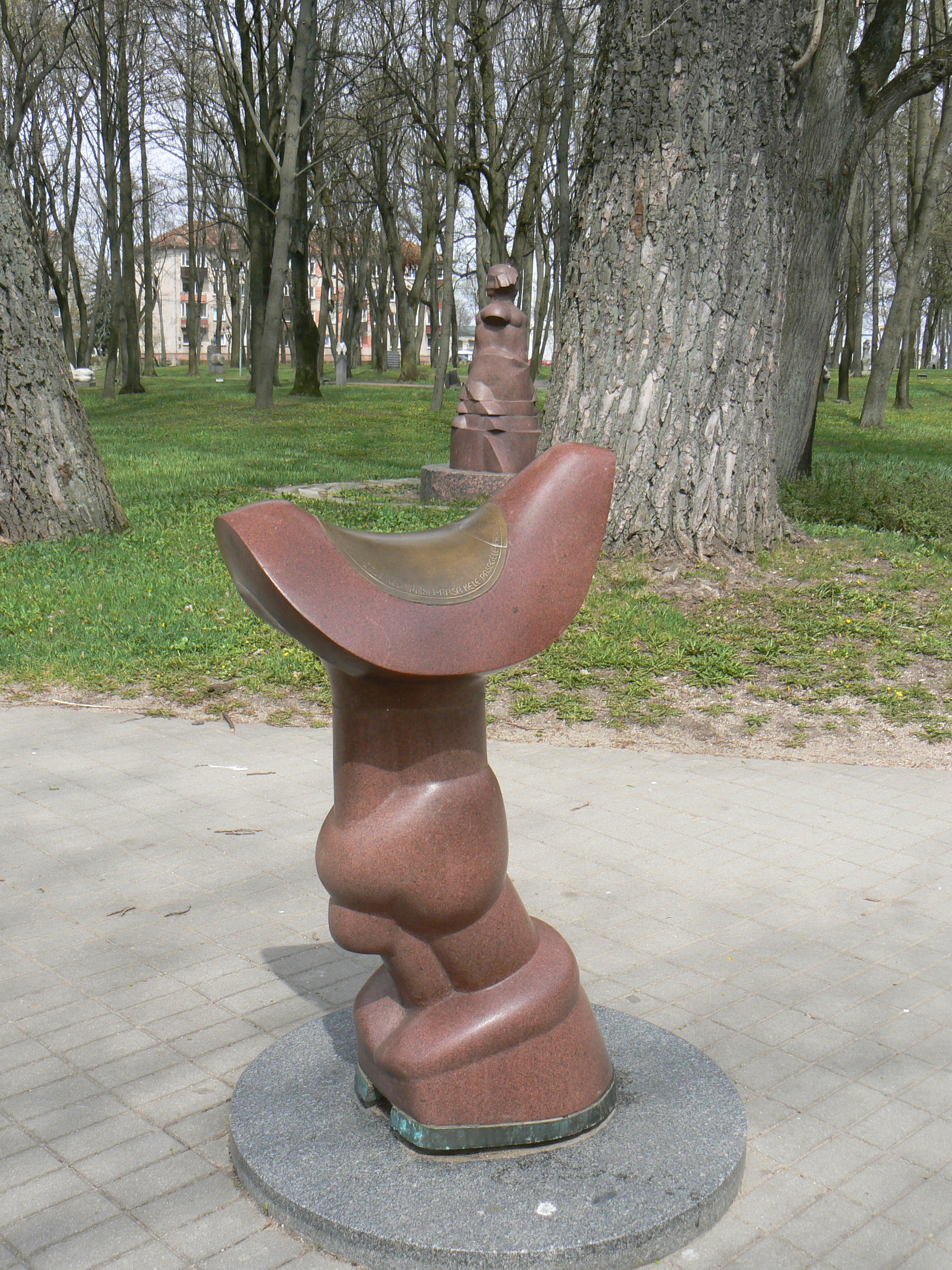
Sedlo na Koňském kopytě s vytepanou říkačkou
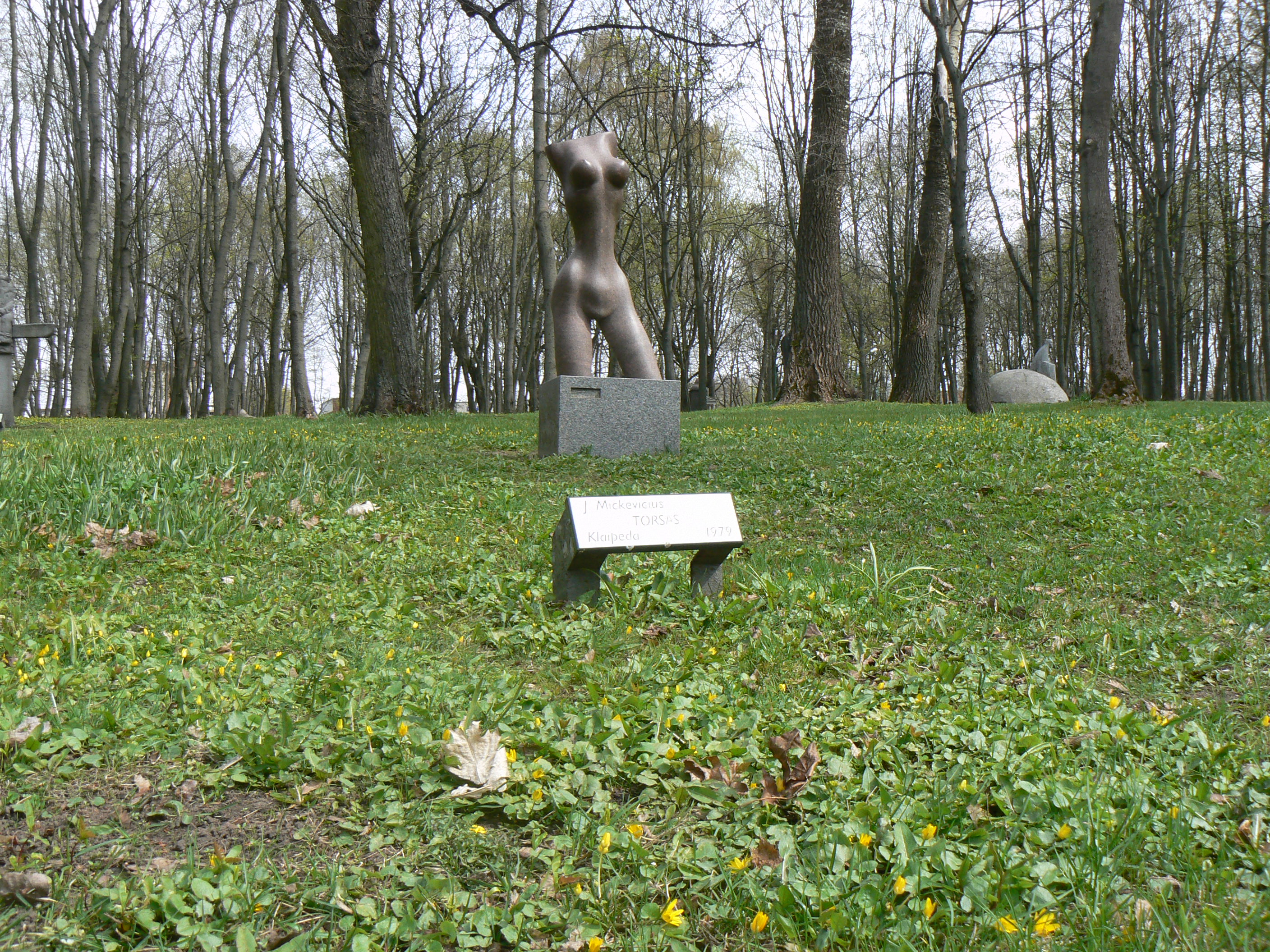
Socha Torzo (J. Mickevičius, 1979)
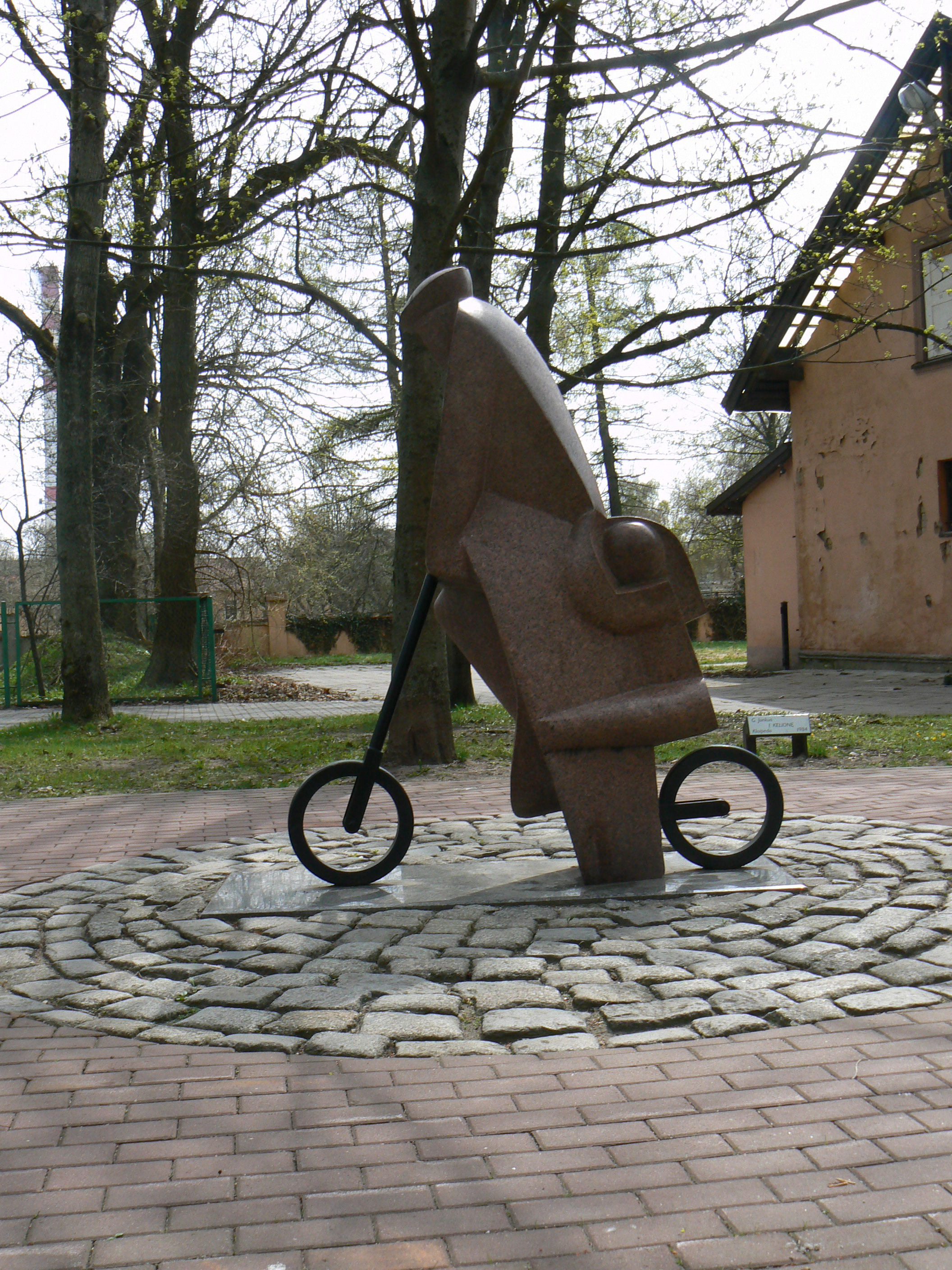
Dviratis (Kolo)
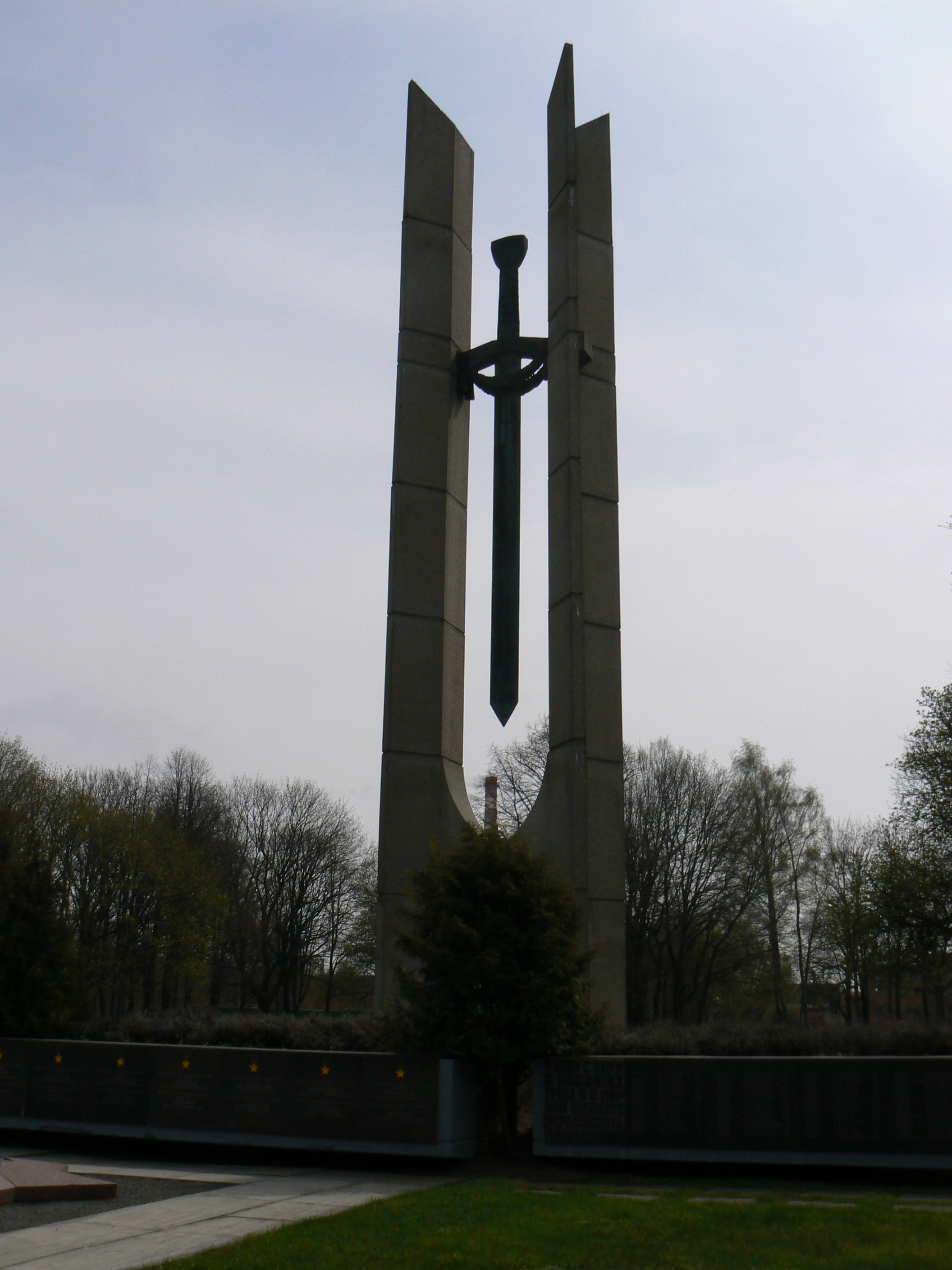
Památník padlým ve válce
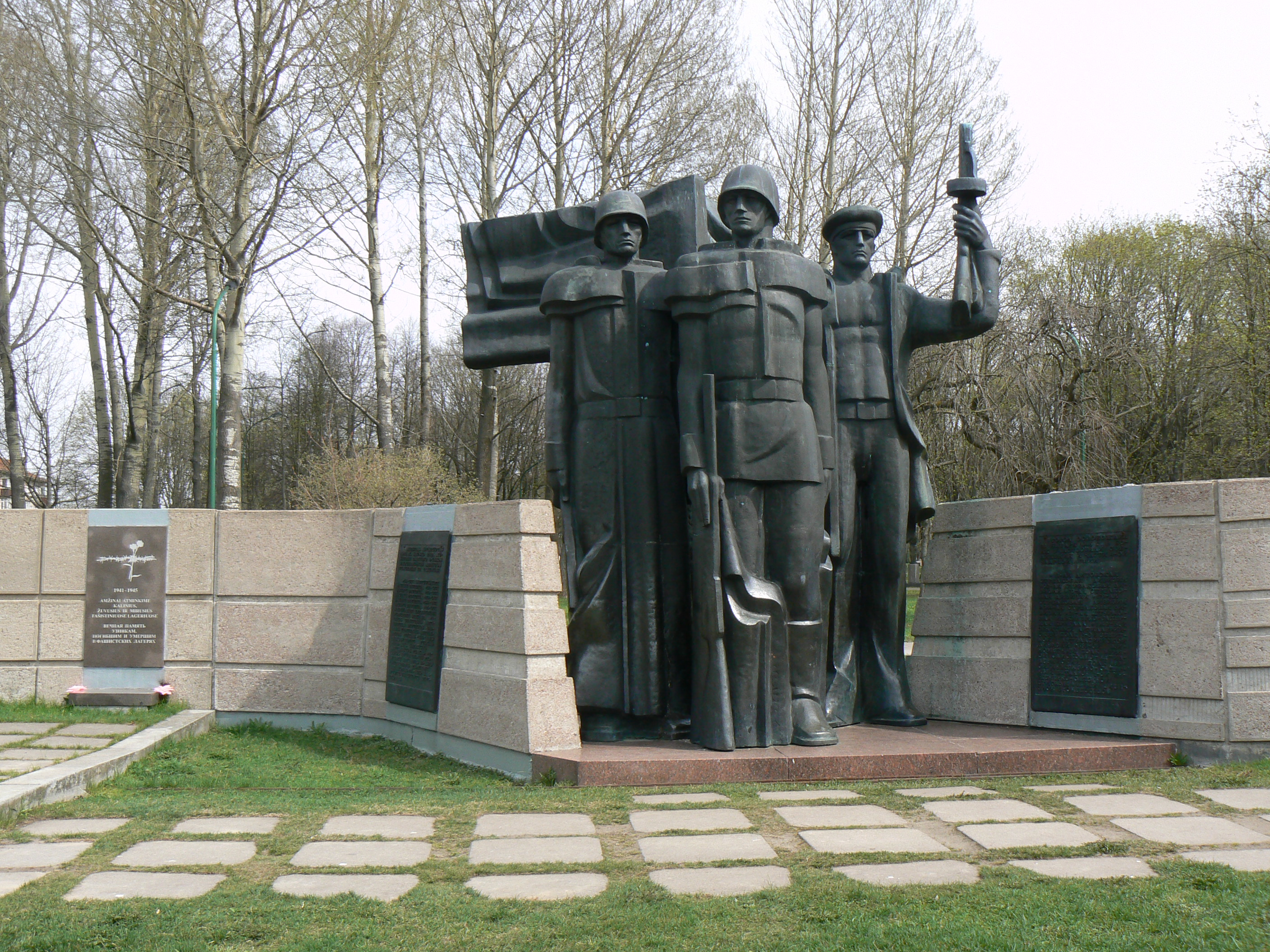
Památník rudoarmějcům, padlým ve válce (tamtéž)
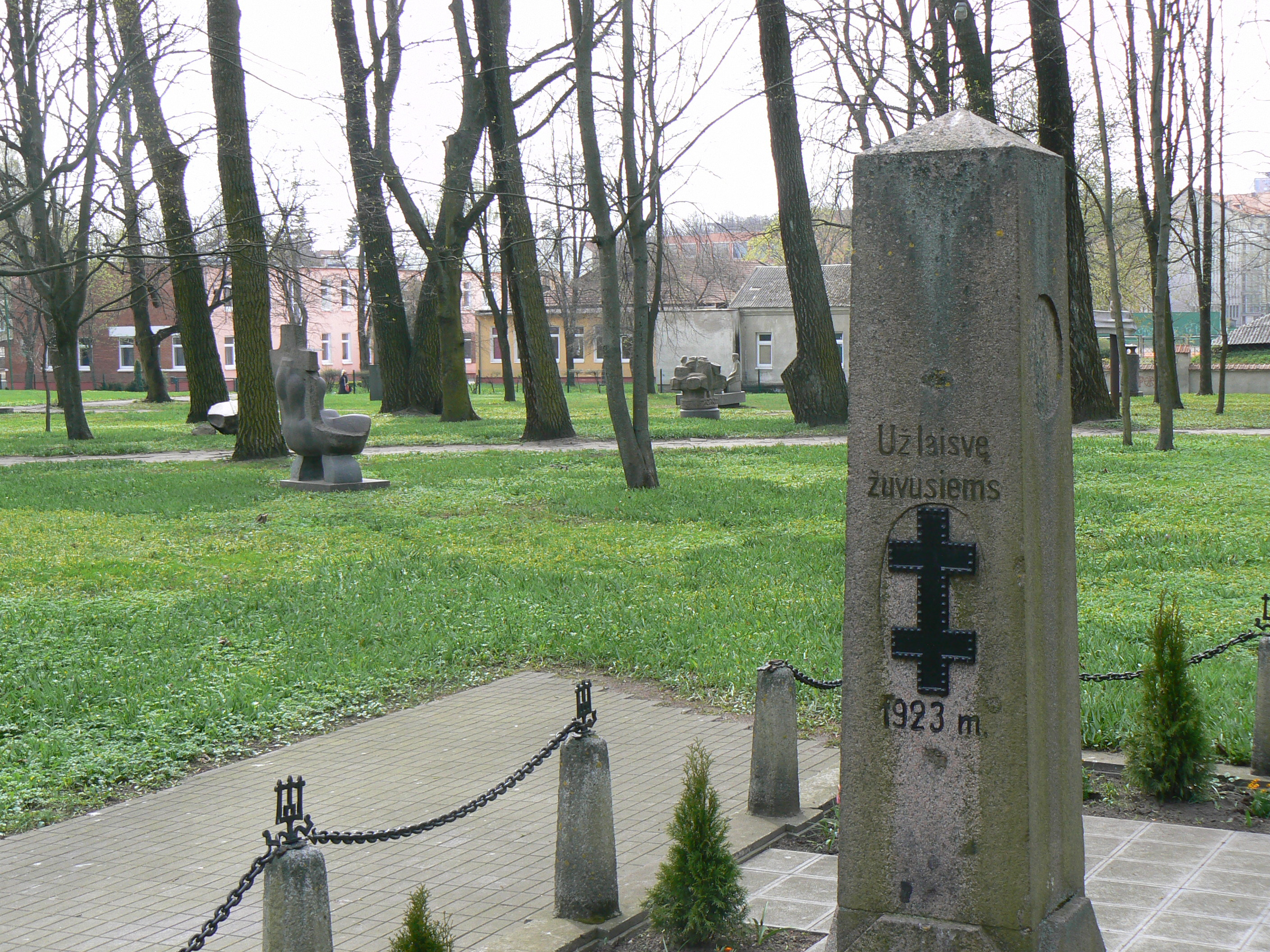
Památník padlým v Klaipėdském povstání 15.* ledna 1923
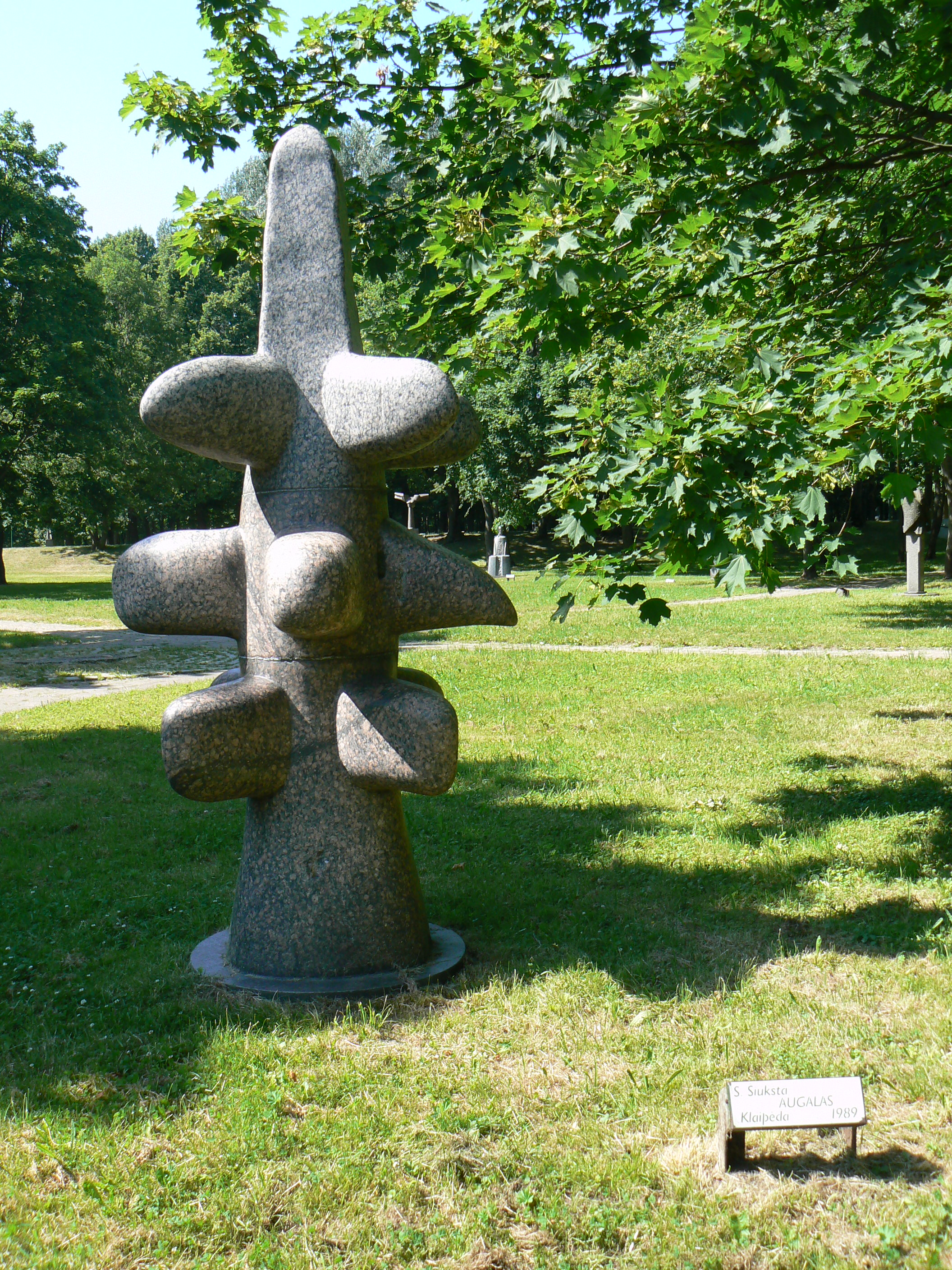
Socha S. Šniukšty "Augalas" (rostlina) 1989

Park soch je městský park, rozkládající se na jih od železničního nádraží Klaipėda. Také bývá nazýván Park Martynas Mažvydas.

### Minulost parku
Park soch byl zřízen v letech 1970–1977. Aby mohli postavit část parku, Sověti zlikvidovali do té doby zde používaný hřbitov (z větší částí židovský), proto je jižní část parku postavena na hrobech. Mnozí lidé, jejichž příbuzní jsou pochováni na tomto bývalém hřbitově obnovili památníčky a náhrobky na hrobech v době po obnovení nezávislosti Litvy. Západní část parku vznikla obnovením parku, který tam donedávna byl. V této části jsou tenisové kurty a basketbalové hřiště, do požáru zde působil Klub šachistů. V parku jsou dva důležité memoriály: v severní části Památník padlým ve druhé světové válce proti nacistickému Německu a Památník padlým v Klaipėdském povstání 15. ledna 1923. Většina soch byla instalována mezi lety 1979–1989.

## Rodáci
- Simon Dach (1605–1659), básník
- Reverend Michael Wohlfahrt (1687–1741), náboženský vůdce v Americe
- Friedrich Wilhelm August Argelander (1799–1875), astronom
- Jurgis Pliateris (1810), hrabě, zkoumal litevský jazyk a písemnictví
- George Adomeit (1879–1967), americký malíř
- Martynas Gelžinis (1907–1990), veřejný činitel, pedagog, historik
- Vytautas Dabašinskas (* 1929), kinorežisér
- Ringaudas Songaila (* 1929), politik, premiér v Sovětské Litvě, další vysoké funkce
- Sigitas Kudarauskas (* 1936), veřejný a politický činitel
- Tomas Venclova (* 1937), básník, publicista
- Algirdas Petrusevičius (* 1937), disident
- Liudvikas Sabutis (* 1939), signatář Zákona o obnovení nezávislosti Litvy, politik, právník
- Mečys Laurinkus (* 1951), signatář Zákona o obnovení nezávislosti Litvy, vedoucí VSD
- Vytautas Grubliauskas (* 1956), estrádní muzikant (jazz), politik, pořadatel svátku moře v Klaipėdě
- Vidmantas Plečkaitis (* 1957), malíř, politický veřejný činitel
- Leonidas Donskis (* 1962) člen Evropského parlamentu, filosof, esejista, kritik, veřejný činitel, profesor na Univerzitě Vytautase Velikého
- Artūras Karnišovas, (* 1971), hráč basketbalu
- Saulius Štombergas, (* 1973), hráč košíkové
- Eligijus Masiulis, (* 1974), politik, ministr spojů
- Sati, vlastním jménem Violeta Jurkonienė (* 1976), litevská zpěvačka
- Arvydas Macijauskas, (* 1980), hráč košíkové
- Tomas Vaitkus (* 1982), závodní cyklista

## Další významné osobnosti, spjaté s Klaipėdou
- Wilhelm Beerbohm (Wilhelm Ernst Beerbohm (1786–1865)), od roku 1836 purkmistr Memelu
- Georg Sauerwein (1831–1904), Lužickosrbský politolog, doktor filosofie, veřejný činitel Malé Litvy, publicista, básník
- Ansas Bruožis (1876–1928), spisovatel, veřejný činitel Malé Litvy
- Alfonsas Žalys (1929-2006), čestný občan města
- Zita Šličytė (* 1936), právnička, politička
- Vytautas Čepas (* 1948), politik
- Vytautas Vičiulis (1951–1989), restaurátor
- Prof. Vladas Žulkus (* 1945), archeolog, od roku 2002 rektor Klaipėdské Univerzity

### Starostové
- Alfonsas Žalys (1929-2006), 1969–1990 první tajemník Výkonného výboru města
- Povilas Vasiliauskas (* 1948), 1990–1992 starosta Klaipėdy
- Benediktas Petrauskas (* 1955), 1992–1994 starosta Klaipėdy
- Jurgis Aušra (* 1940), 1994–1995 starosta Klaipėdy
- Silverijus Šukys (* 1945), 1995–1997 starosta Klaipėdy
- Eugenijus Gentvilas (* 1960), 1997–2001 starosta Klaipėdy, premiér, ministr hospodářství
- Rimantas Taraškevičius (* 1949), 2001–2011 starosta Klaipėdy
- Vytautas Grubliauskas[5] (* 1956), přezdívka: Kongas 2011–2023 starosta Klaipėdy, jazzový virtuos
- Arvydas Vaitkus (* 1963), 2023 – starosta Klaipėdy

### Češi spjatí s Klaipėdou
- Petr Figulus Jablonský (1619, Jablonné nad Orlicí – 1670 Klaipėda), biskup Jednoty bratrské a zeť J. A. Komenského, jeho život a dílo zkoumal Vladas Pupšys (1935–2009), Pedagogická fakulta Klaipėdské Univerzity

## Partnerská města
- Mannheim, Německo
- Lübeck, Německo
- Rujána, Německo
- Lipsko, Německo
- Kudži (久慈), Japonsko
- Karlskrona, Švédsko
- Debrecín, Maďarsko
- Cleveland, USA
- Čerepovec, Rusko
- Kaliningrad, Rusko
- Kotka, Finsko
- Køge, Dánsko
- North Tyneside, Spojené království
- Liepāja, Lotyšsko
- Mohylev, Bělorusko
- Gdyně, Polsko
- Štětín, Polsko
- Oděsa, Ukrajina
- Čching-tao, Čína
- Mérida, Venezuela